# 할슈타트 (고고학)
할슈타트(Hallstatt)는 오스트리아 오버외스터라이히주 할슈타트에 있는 묘지이자 소금 광산이다. 이 유적지는 초기 철기 시대 할슈타트 문화를 대표하는 곳이다.

## 소금광산

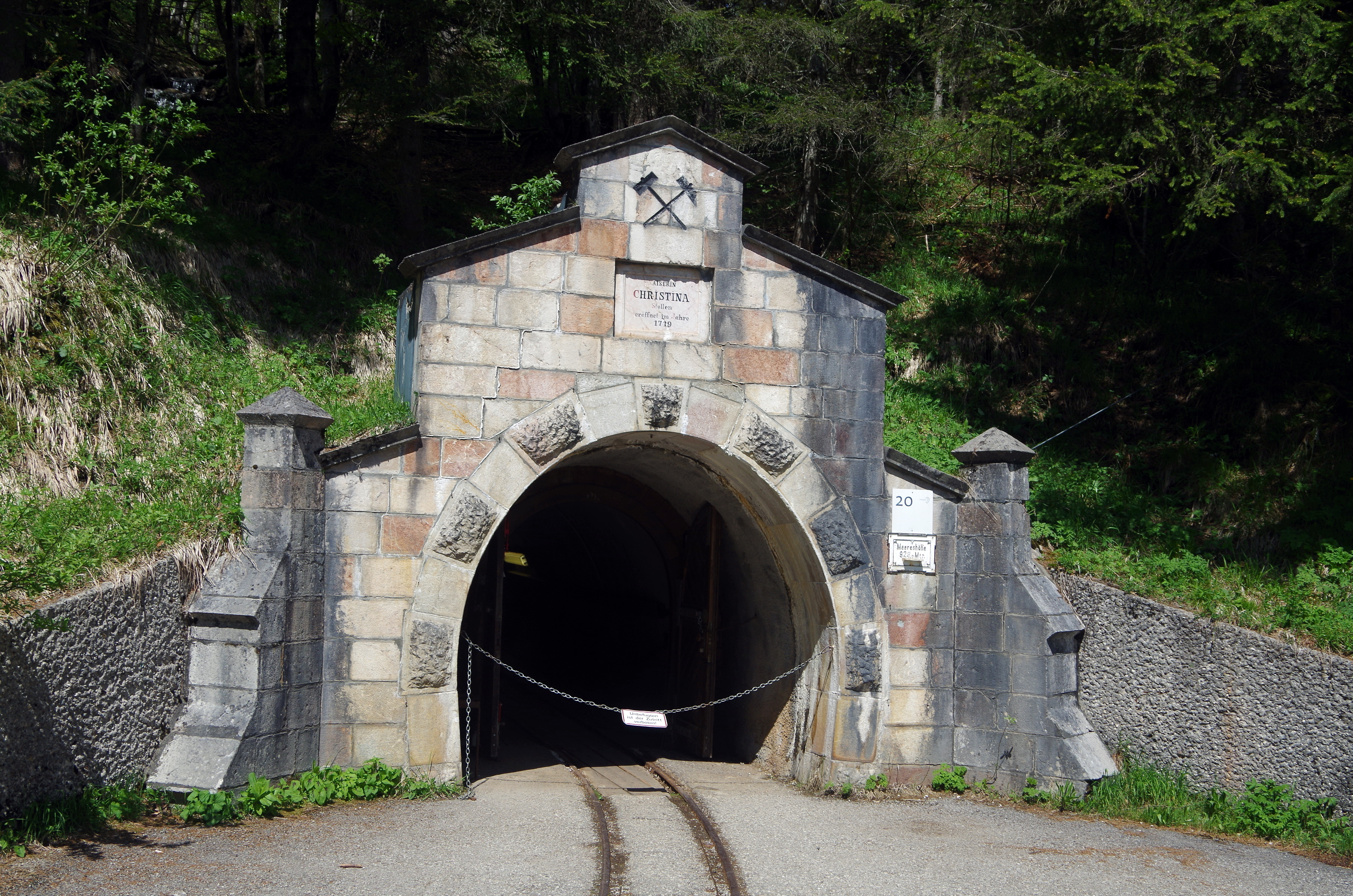
할슈타트 소금광산

약 7,000년 동안 사용되고 있는 광산이다. 기원전 5,000년부터 이 곳에서 소금을 채굴하기 시작하였다. 1965년에 광산이 폐쇄되었다가 2008년부터 30여명의 광부들이 매년 180,000톤의 소금을 생산하고 있다.
고고학적으로도 중요한 곳으로, 1734년 4월, 3명의 광부들이 일하는 과정에 아주 잘 보존된 미라 한 구를 발견하였다. 이후 미라의 옷, 피부, 머리카락 등을 통해 기원전 1,000년경의 사람임을 밝혀낸다. 이러한 흥미로운 발견을 광부들은 'The Man in Salt' 라 부르며 현재까지 이어져 오고 있다.
또한 2002년, 이 광산에서 선사시대 때 사용되었던, '유럽에서 가장 오래된 목조계단(The oldest wooden stiarcase in Europe)'을 발견하였다. 이 계단은 빈 자연사 박물관에서 많은 복원과정을 거쳤고 2015년부터 이 광산에서 원형의 모습 그대로 볼 수 있다.

## 묘지
광산에서 연구가 진행되는 것과 함께 묘지에서는 고고학 작업이 진행 중이었다. 발견된 무덤 1,300개 중 가장 큰 부분인 930개가 1846년~1863년에 요한 게오르크 람자우어와 이시도르 엥겔이 이끈 발굴 작업을 통해 조사되었다. 전체적으로 이 묘지에는 약 2,000구가 묻혀 있었다.